# NGC 5
NGC 5は、アンドロメダ座の方角にある楕円銀河である。赤方偏移に基づき、地球からの距離は2億2120万光年と推定されている。